# Sanja Kusmuk
Sanja Kusmuk (* 17. März 1996 in Sokolac) ist eine bosnische Skilangläuferin und Biathletin.

## Werdegang
Kusmuk, die für den SK Romanija startet, nahm im März 2012 in Sarajevo erstmals im Skilanglauf-Balkan-Cup teil und belegte dabei die Plätze neun und sieben über 5 km Freistil. In der Saison 2015/16 trat sie im IBU-Cup an. Ihre beste Platzierung dabei war der 67. Platz im Sprint in Martell. Zudem kam sie im Balkancup dreimal unter die ersten Zehn, darunter Platz drei über 5 km Freistil in Pale und erreichte damit den vierten Platz in der Gesamtwertung. In der folgenden Saison belegte sie im Balkancup einmal den zweiten Platz und dreimal den ersten Rang und errang damit zum Saisonende den zweiten Platz in der Gesamtwertung. Beim Saisonhöhepunkt den Nordischen Skiweltmeisterschaften 2017 in Lahti kam sie auf den 81. Platz im Sprint. In der Saison 2018/19 holte sie in Sjenica zwei Siege über 5 km Freistil. Zudem errang sie viermal den dritten Platz und erreichte damit den zweiten Platz in der Gesamtwertung des Balkan Cups. Beim Saisonhöhepunkt, den nordischen Skiweltmeisterschaften 2019 in Seefeld in Tirol, lief sie auf den 87. Platz im Sprint. In der folgenden Saison kam sie mit zwei dritten Plätzen, auf den fünften Platz in der Gesamtwertung des Balkancups. Im Dezember 2019 startete sie in Davos erstmals im Weltcup und belegte dabei den 66. Platz über 10 km Freistil und den 64. Rang im Sprint. Im Februar 2021 errang sie bei den nordischen Skiweltmeisterschaften in Oberstdorf den 94. Platz im Sprint und den 84. Rang über 10 km Freistil. Bei den Olympischen Winterspielen 2022 in Peking kam sie auf den 90. Platz im Sprint und bei den nordischen Skiweltmeisterschaften 2023 in Planica auf den 99. Rang über 10 km Freistil.

## Siege bei Continental-Cup-Rennen
| Nr. | Datum            | Ort     | Disziplin     | Serie      |
| --- | ---------------- | ------- | ------------- | ---------- |
| 1.  | 28. Januar 2017  | Pale    | 5 km Freistil | Balkan-Cup |
| 2.  | 29. Januar 2017  | Pale    | 5 km Freistil | Balkan-Cup |
| 3.  | 15. Februar 2017 | Mavrovo | 5 km Freistil | Balkan-Cup |
| 4.  | 9. Februar 2019  | Sjenica | 5 km Freistil | Balkan-Cup |
| 5.  | 10. Februar 2019 | Sjenica | 5 km Freistil | Balkan-Cup |